# Legio XVIII

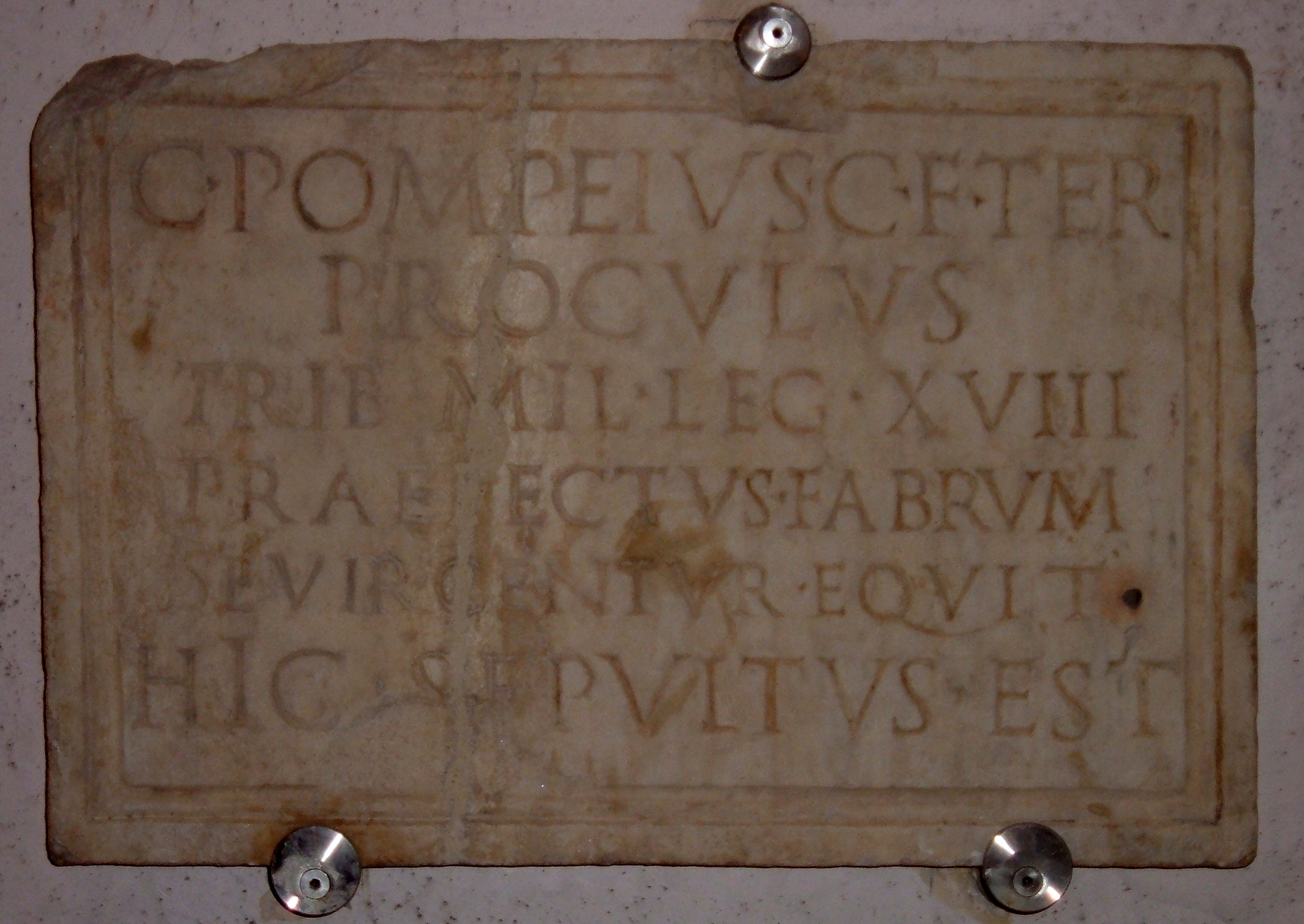
Grafschrift van Gaius Pompeius Proculus, derde Zoon von Gaius, tribunus militum van Legio XVIII, praefectus fabrum en sevir van de ruiterij. Augustijnse periode, Museo Epigrafico, Terme di Diocleziano, Rome.

Legio XVIII was een Romeins legioen dat in het jaar 9 in de slag bij het Teutoburgerwoud werd vernietigd.

## Geschiedenis
Het 18e legioen werd waarschijnlijk in 41/40 v.Chr. opgericht door Gaius Julius Caesar Octavianus, de latere keizer Augustus, om te strijden tegen Sextus Pompeius. Nadat Pompeius verslagen was bevond het legioen zich waarschijnlijk tot 15 v.Chr. in de Romeinse provincie Gallia Aquitania: dat jaar werd het naar de militaire provincie Germania gestuurd. In het jaar 9 was het 18e legioen onder leiding van Publius Quinctilius Varus in Castra Vetera gestationeerd: het werd in september van dat jaar met het 17e en 19e legioen vernietigd in de slag bij het Teutoburgerwoud door de Germaanse veldheer Arminius. Het Romeinse leger zou de legioencijfers 17, 18 en 19 nooit meer gebruiken.
In het jaar 16 wist Germanicus Julius Caesar tijdens zijn derde Veldtocht in Germania de verloren veldtekens (aquilae) van het 17e en 18e legioen in Germania terug te vinden.